# Donji Vaganac
Donji Vaganac is een plaats in de gemeente Plitvička Jezera in de Kroatische provincie Lika-Senj. De plaats telt 47 inwoners (2001).